# Gonçalo Inácio
Gonçalo Bernardo Inácio (Almada, 25 agosto 2001) è un calciatore portoghese, difensore dello Sporting Lisbona e della nazionale portoghese, con cui ha vinto la UEFA Nations League 2024-2025.

## Caratteristiche tecniche
È un difensore centrale che può essere impiegato sia in una difesa a tre, che in una difesa a quattro.

## Carriera

### Club
Cresciuto nelle giovanili dello Sporting Lisbona, viene convocato in prima squadra già nella parte conclusiva della stagione 2019-2020 senza tuttavia esordire. Il 4 ottobre 2020 fa il suo debutto tra i professionisti, in occasione della vittoria per 2-0 dello Sporting in campionato contro il Portimonense. Il 23 novembre 2020 realizza il suo primo gol con la maglia dei Leões, mettendo a segno la rete del definitivo 7-1 contro il Sacavenense in Taça de Portugal.
Il 30 gennaio segna il gol del momentaneo 1-1 contro il Benfica in finale di Taça da Liga, dando il la alla rimonta dello Sporting. Il 1º febbraio 2023, in occasione dell'incontro di campionato vinto per 5-0 col Braga, gioca la sua partita numero 100 con la maglia dello Sporting Lisbona. Il 14 dicembre 2023 mette a segno la sua prima doppietta in carriera con lo Sporting, in occasione della partita di Europa League vinta per 3-0 contro lo Sturm Graz.
Il 24 febbraio 2025, in occasione della partita di campionato contro l'AVS, Gonçalo Inácio gioca la sua partita numero 200 con lo Sporting indossando altresì la fascia di capitano.

### Nazionale
Dal 2017 al 2019 ha collezionato 13 presenze totali con le nazionali giovanili portoghesi. Il 12 novembre 2021 ha esordito con la nazionale Under-21 contro i pari età del Cipro. Quattro giorni dopo mette a segno anche la sua prima rete, sempre contro il Cipro.
Il 23 marzo 2023 esordisce in nazionale maggiore nel successo per 4-0 nelle qualificazioni a Euro 2024 contro il Liechtenstein. Il 12 settembre 2023 segna una doppietta nel 9-0 contro il Lussemburgo.

## Statistiche

### Presenze e reti nei club
Statistiche aggiornate al 17 maggio 2025.
| Stagione        | Squadra          | Campionato      | Campionato | Campionato | Coppe nazionali | Coppe nazionali | Coppe nazionali | Coppe continentali | Coppe continentali | Coppe continentali | Altre coppe | Altre coppe | Altre coppe | Totale | Totale | Totale |
| Stagione        | Squadra          | Comp            | Pres       | Reti       | Comp            | Pres            | Reti            | Comp               | Pres               | Reti               | Comp        | Pres        | Reti        | Pres   | Reti   |        |
| --------------- | ---------------- | --------------- | ---------- | ---------- | --------------- | --------------- | --------------- | ------------------ | ------------------ | ------------------ | ----------- | ----------- | ----------- | ------ | ------ | ------ |
| 2020-2021       | Sporting Lisbona | PL              | 20         | 1          | TdP+TdL         | 2+3             | 1+0             | UEL                | 0                  | 0                  |             | -           | -           | 25     | 2      |        |
| 2021-2022       | Sporting Lisbona | PL              | 28         | 4          | TdP+TdL         | 5+4             | 0+1             | UCL                | 7                  | 0                  | ST          | 1           | 0           | 45     | 5      |        |
| 2022-2023       | Sporting Lisbona | PL              | 33         | 1          | TdP+TdL         | 1+6             | 0+2             | UCL+UEL            | 6+6                | 0+1                |             | -           | -           | 52     | 4      |        |
| 2023-2024       | Sporting Lisbona | PL              | 32         | 1          | TdP+TdL         | 5+3             | 0               | UEL                | 9                  | 3                  |             | -           | -           | 49     | 4      |        |
| 2024-2025       | Sporting Lisbona | PL              | 28         | 3          | TdP+TdL         | 4+1             | 1+0             | UCL                | 7                  | 1                  | ST          | 1           | 1           | 41     | 6      |        |
| Totale carriera | Totale carriera  | Totale carriera | 141        | 10         |                 | 34              | 5               |                    | 35                 | 5                  |             | 2           | 1           | 212    | 21     |        |

### Cronologia presenze e reti in nazionale
| Cronologia completa delle presenze e delle reti in nazionale ― Portogallo | Cronologia completa delle presenze e delle reti in nazionale ― Portogallo | Cronologia completa delle presenze e delle reti in nazionale ― Portogallo | Cronologia completa delle presenze e delle reti in nazionale ― Portogallo | Cronologia completa delle presenze e delle reti in nazionale ― Portogallo | Cronologia completa delle presenze e delle reti in nazionale ― Portogallo | Cronologia completa delle presenze e delle reti in nazionale ― Portogallo | Cronologia completa delle presenze e delle reti in nazionale ― Portogallo |
| Data                                                                      | Città                                                                     | In casa                                                                   | Risultato                                                                 | Ospiti                                                                    | Competizione                                                              | Reti                                                                      | Note                                                                      |
| ------------------------------------------------------------------------- | ------------------------------------------------------------------------- | ------------------------------------------------------------------------- | ------------------------------------------------------------------------- | ------------------------------------------------------------------------- | ------------------------------------------------------------------------- | ------------------------------------------------------------------------- | ------------------------------------------------------------------------- |
| 23-3-2023                                                                 | Lisbona                                                                   | Portogallo                                                                | 4 – 0                                                                     | Liechtenstein                                                             | Qual. Euro 2024                                                           | -                                                                         |                                                                           |
| 20-6-2023                                                                 | Reykjavík                                                                 | Islanda                                                                   | 0 – 1                                                                     | Portogallo                                                                | Qual. Euro 2024                                                           | -                                                                         | 67’                                                                       |
| 11-9-2023                                                                 | Faro                                                                      | Portogallo                                                                | 9 – 0                                                                     | Lussemburgo                                                               | Qual. Euro 2024                                                           | 2                                                                         |                                                                           |
| 16-10-2023                                                                | Zenica                                                                    | Bosnia ed Erzegovina                                                      | 0 – 5                                                                     | Portogallo                                                                | Qual. Euro 2024                                                           | -                                                                         |                                                                           |
| 19-11-2023                                                                | Lisbona                                                                   | Portogallo                                                                | 2 – 0                                                                     | Islanda                                                                   | Qual. Euro 2024                                                           | -                                                                         |                                                                           |
| 26-3-2024                                                                 | Lubiana                                                                   | Slovenia                                                                  | 2 – 0                                                                     | Portogallo                                                                | Amichevole                                                                | -                                                                         |                                                                           |
| 4-6-2024                                                                  | Lisbona                                                                   | Portogallo                                                                | 4 – 2                                                                     | Finlandia                                                                 | Amichevole                                                                | -                                                                         | 46’                                                                       |
| 8-6-2024                                                                  | Oeiras                                                                    | Portogallo                                                                | 1 – 2                                                                     | Croazia                                                                   | Amichevole                                                                | -                                                                         |                                                                           |
| 11-6-2024                                                                 | Aveiro                                                                    | Portogallo                                                                | 3 – 0                                                                     | Irlanda                                                                   | Amichevole                                                                | -                                                                         |                                                                           |
| 18-6-2024                                                                 | Lipsia                                                                    | Portogallo                                                                | 2 – 1                                                                     | Rep. Ceca                                                                 | Euro 2024 - 1º turno                                                      | -                                                                         | 63’                                                                       |
| 26-6-2024                                                                 | Gelsenkirchen                                                             | Georgia                                                                   | 2 – 0                                                                     | Portogallo                                                                | Euro 2024 - 1º turno                                                      | -                                                                         |                                                                           |
| 5-9-2024                                                                  | Lisbona                                                                   | Portogallo                                                                | 2 – 1                                                                     | Croazia                                                                   | UEFA Nations League 2024-2025 - 1º turno                                  | -                                                                         | 77’                                                                       |
| 20-3-2025                                                                 | Copenaghen                                                                | Danimarca                                                                 | 1 – 0                                                                     | Portogallo                                                                | UEFA Nations League 2024-2025 - Quarti di finale                          | -                                                                         | 76’                                                                       |
| 23-3-2025                                                                 | Lisbona                                                                   | Portogallo                                                                | 5 – 2 dts                                                                 | Danimarca                                                                 | UEFA Nations League 2024-2025 - Quarti di finale                          | -                                                                         |                                                                           |
| 4-6-2025                                                                  | Monaco di Baviera                                                         | Germania                                                                  | 1 – 2                                                                     | Portogallo                                                                | UEFA Nations League 2024-2025 - Semifinale                                | -                                                                         |                                                                           |
| 8-6-2025                                                                  | Monaco di Baviera                                                         | Portogallo                                                                | 2 – 2 dts (5 – 3 dtr)                                                     | Spagna                                                                    | UEFA Nations League 2024-2025 - Finale                                    | -                                                                         | 19’ 74’                                                                   |
| Totale                                                                    |                                                                           | Presenze                                                                  | 16                                                                        |                                                                           | Reti                                                                      | 2                                                                         |                                                                           |

| Cronologia completa delle presenze e delle reti in nazionale ― Portogallo under 21 | Cronologia completa delle presenze e delle reti in nazionale ― Portogallo under 21 | Cronologia completa delle presenze e delle reti in nazionale ― Portogallo under 21 | Cronologia completa delle presenze e delle reti in nazionale ― Portogallo under 21 | Cronologia completa delle presenze e delle reti in nazionale ― Portogallo under 21 | Cronologia completa delle presenze e delle reti in nazionale ― Portogallo under 21 | Cronologia completa delle presenze e delle reti in nazionale ― Portogallo under 21 | Cronologia completa delle presenze e delle reti in nazionale ― Portogallo under 21 |
| Data                                                                               | Città                                                                              | In casa                                                                            | Risultato                                                                          | Ospiti                                                                             | Competizione                                                                       | Reti                                                                               | Note                                                                               |
| ---------------------------------------------------------------------------------- | ---------------------------------------------------------------------------------- | ---------------------------------------------------------------------------------- | ---------------------------------------------------------------------------------- | ---------------------------------------------------------------------------------- | ---------------------------------------------------------------------------------- | ---------------------------------------------------------------------------------- | ---------------------------------------------------------------------------------- |
| 12-11-2021                                                                         | Larnaca                                                                            | Cipro under 21                                                                     | 0 – 1                                                                              | Portogallo under 21                                                                | Qual. Europeo Under-21 2023                                                        | -                                                                                  |                                                                                    |
| 16-11-2021                                                                         | Faro                                                                               | Portogallo under 21                                                                | 6 – 0                                                                              | Cipro under 21                                                                     | Qual. Europeo Under-21 2023                                                        | 1                                                                                  |                                                                                    |
| 4-6-2022                                                                           | Erevan                                                                             | Bielorussia under 21                                                               | 1 – 5                                                                              | Portogallo under 21                                                                | Qual. Europeo Under-21 2023                                                        | -                                                                                  |                                                                                    |
| 11-6-2022                                                                          | Barcelos                                                                           | Portogallo under 21                                                                | 2 – 1                                                                              | Grecia under 21                                                                    | Qual. Europeo Under-21 2023                                                        | -                                                                                  |                                                                                    |
| 18-11-2022                                                                         | Portimão                                                                           | Portogallo under 21                                                                | 5 – 1                                                                              | Rep. Ceca under 21                                                                 | Amichevole                                                                         | -                                                                                  |                                                                                    |
| 22-11-2022                                                                         | Portimão                                                                           | Portogallo under 21                                                                | 1 – 2                                                                              | Giappone under 21                                                                  | Amichevole                                                                         | -                                                                                  |                                                                                    |
| Totale                                                                             |                                                                                    | Presenze                                                                           | 6                                                                                  |                                                                                    | Reti                                                                               | 1                                                                                  |                                                                                    |

## Palmarès

### Club
- Coppa di Lega portoghese: 2

Sporting CP: 2020-2021, 2021-2022
- Campionato portoghese: 3

Sporting CP: 2020-2021, 2023-2024, 2024-2025
- Supercoppa di Portogallo: 1

Sporting CP: 2021
- Coppa del Portogallo: 1

Sporting Lisbona: 2024-2025

### Nazionale
- UEFA Nations League: 1

2024-2025